# Archaeopelma
Archaeopelma is een geslacht van vliesvleugeligen uit de familie Eupelmidae. De wetenschappelijke naam van dit geslacht is voor het eerst geldig gepubliceerd in 1989 door Gibson.

## Soorten
Het geslacht Archaeopelma is monotypisch en omvat slechts de volgende soort:
- Archaeopelma tropeotergum Gibson, 1989